# Akropolis van Athene
De Akropolis van Athene (Nieuwgrieks: Ακρόπολη Αθηνών Akrópoli Athinōn; Oudgrieks: ἡ Ἀκρόπολις τῶν Ἀθηνῶν hē Akropolis tōn Athēnōn) is de stadsburcht van het Oude Athene die in de vijfde eeuw v.Chr. herbouwd is als een complex van heiligdommen. Ook tegen de flanken ervan bevinden zich diverse antieke gebouwen. De Akropolis van Athene ligt op een 156 meter hoge tafelberg in het centrum van de moderne hoofdstad Athene. Hij behoort tot het UNESCO-werelderfgoed en is een van de meest bezochte toeristische sites ter wereld.

## Ligging
De Akropolis van Athene ligt op een heuveltop. Het standbeeld van hun beschermgodin (Pallas) Athena staat daar centraal. De locatie leende zich bij uitstek voor nederzetting: ze was oorspronkelijk omringd door een vruchtbare vlakte en lag op veilige doch niet verre afstand van zee. Door de ligging is de Akropolis van kilometers ver te zien voor wie Athene nadert. Akropolis is een samenvoeging van ἄκρος ('akros', 'hoogste deel van') en πόλις ('polis', 'stad').

## Geschiedenis
Hoewel er sporen van nóg oudere bewoningsvormen zijn gevonden, valt de eerste belangrijke periode in de Myceense tijd, tussen 2000 en 1200 v.Chr. Evenals in Mycene zelf was de koningsburcht hier de kern van de burcht: uit de 13e eeuw v.Chr. stamt de 6 m dikke ommuring van zware blokken steen. Van deze zogenaamde Pelasgische muur is nog een stuk te zien, rechts voorbij de Propyleeën.
De Akropolis bleef de religieuze kern van de stad, ook toen de bevolking zich in de benedenstad ging vestigen en de stad zich begon uit te breiden. De beschermgodin Athena had er haar belangrijkste heiligdom, de Oude Athenatempel, gebouwd in de 6e eeuw v.Chr. De tiran Pisistratos liet de pracht van de Akropolis nog verhogen met allerlei bouwwerken en wijgeschenken.
In 480 v.Chr., kort voor de slag bij Salamis, werd het hele plateau vernield door de Perzen. Na de oorlog begon men onmiddellijk aan de wederopbouw onder Kimon II. In het door spoliatie "gerecycleerde" puin, waarmee het terras na de verwoesting van het gehele complex werd genivelleerd en uitgebreid, zijn tal van sculptuurfragmenten van vóór 480 v.Chr. ontdekt (nu te bewonderen in het Akropolismuseum). De wederopbouw van de tempels geschiedde op initiatief en onder leiding van Perikles, bijgestaan door de beeldhouwer Phidias als artistiek adviseur. Financieel werd de uitvoering mogelijk gemaakt door het overbrengen van de kas van de Delische Bond van Delos naar Athene in 454 v.Chr. Sindsdien was de Akropolis uitsluitend een religieus centrum. Het grootse concept maakte de Akropolis tot nationaal heiligdom, terwijl de militaire en politieke functie verdween.
In september 2023 besliste de Griekse regering om in te grijpen, omdat het monument beschadigd dreigt te raken door de vele bezoekers. In 2023 waren het er 3 miljoen, tot 23.000 per dag. Er zullen nog maximaal 20.000 bezoekers per dag toegelaten worden en bezoeken worden beperkt tot een uur.

## Beschrijving
De belangrijkste (nog bestaande) gebouwen op de Atheense Akropolis zijn:
- het Parthenon: begonnen in 448 en stilgelegd in 432 v.Chr.; architecten: Iktinos en Kallikrates; supervisie en ornamentele sculpturen: Phidias.
- de Propyleeën (met hallencomplex): begonnen in 437 en voltooid in 433 v.Chr.; architect: Mnesikles
- de Tempel van Nikè: begonnen in 427 en voltooid in 424 v.Chr.
- het Erechtheion: begonnen in 421 onder architect Mnesikles (?) en na een lange onderbreking voltooid in 407 v.Chr. onder de architecten Philokles en Archilochos. Naast de tempel groeit de olijfboom die ooit door de godin Athene aan de stad geschonken zou zijn.

1. Parthenon
2. Oude Athenatempel
3. Erechtheion
4. Standbeeld van Athena Promachos
5. Propyleeën
6. Tempel van Nikè
7. Eleusinion
8. Heiligdom van Artemis Brauronia
9. Chalkotheke
10. Pandroseion
11. Arrephorion
12. Altaar van Athena Polias
13. Heiligdom van Zeus Polieus
14. Heiligdom van Pandion
15. Odeion van Herodes Atticus
16. Stoa van Eumenes
17. Asklepieion
18. Dionysustheater
19. Odeion van Perikles
20. Tempel van Dionysos
21. Aglaureion

## Galerij

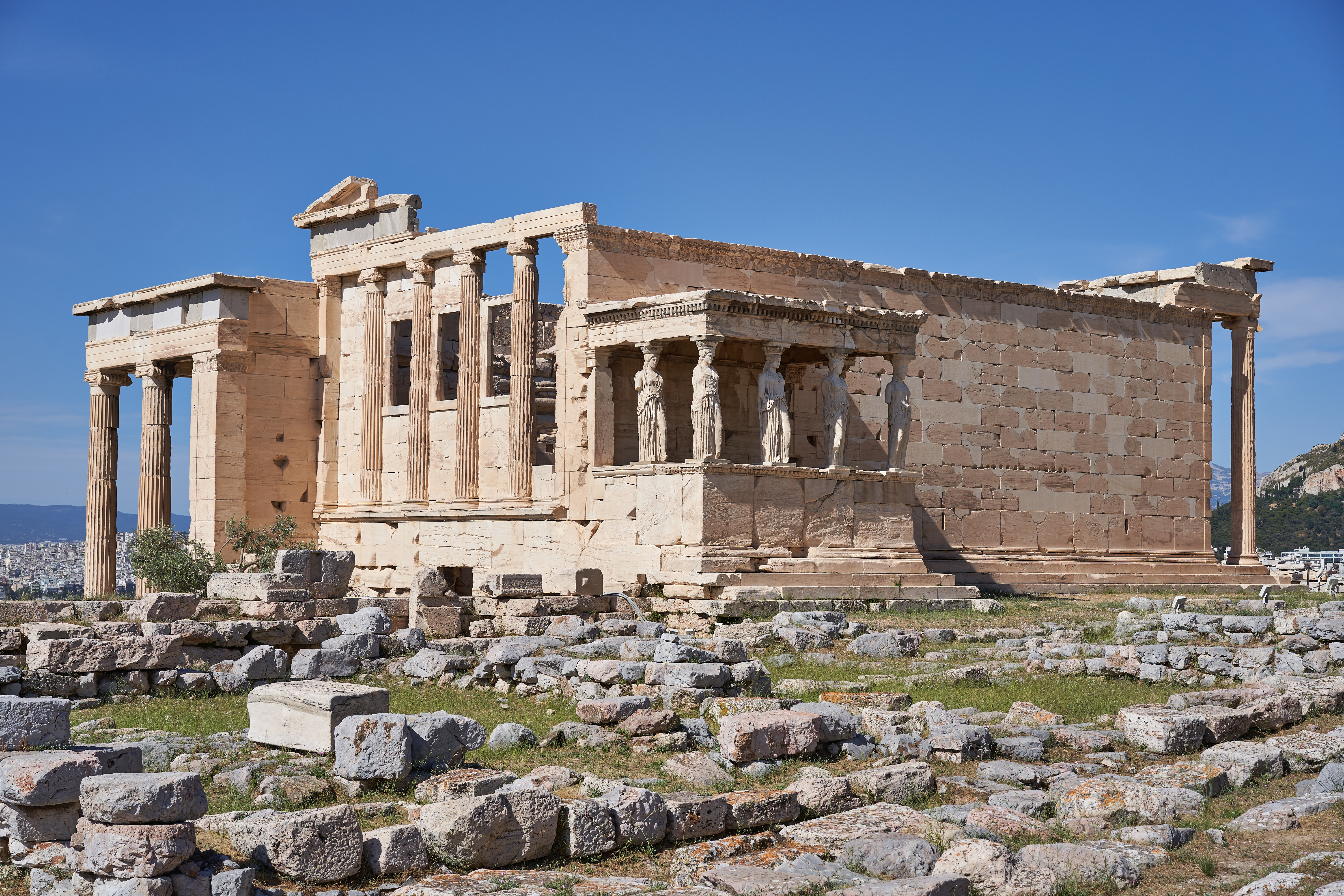
Erechtheion, Ionische stijl
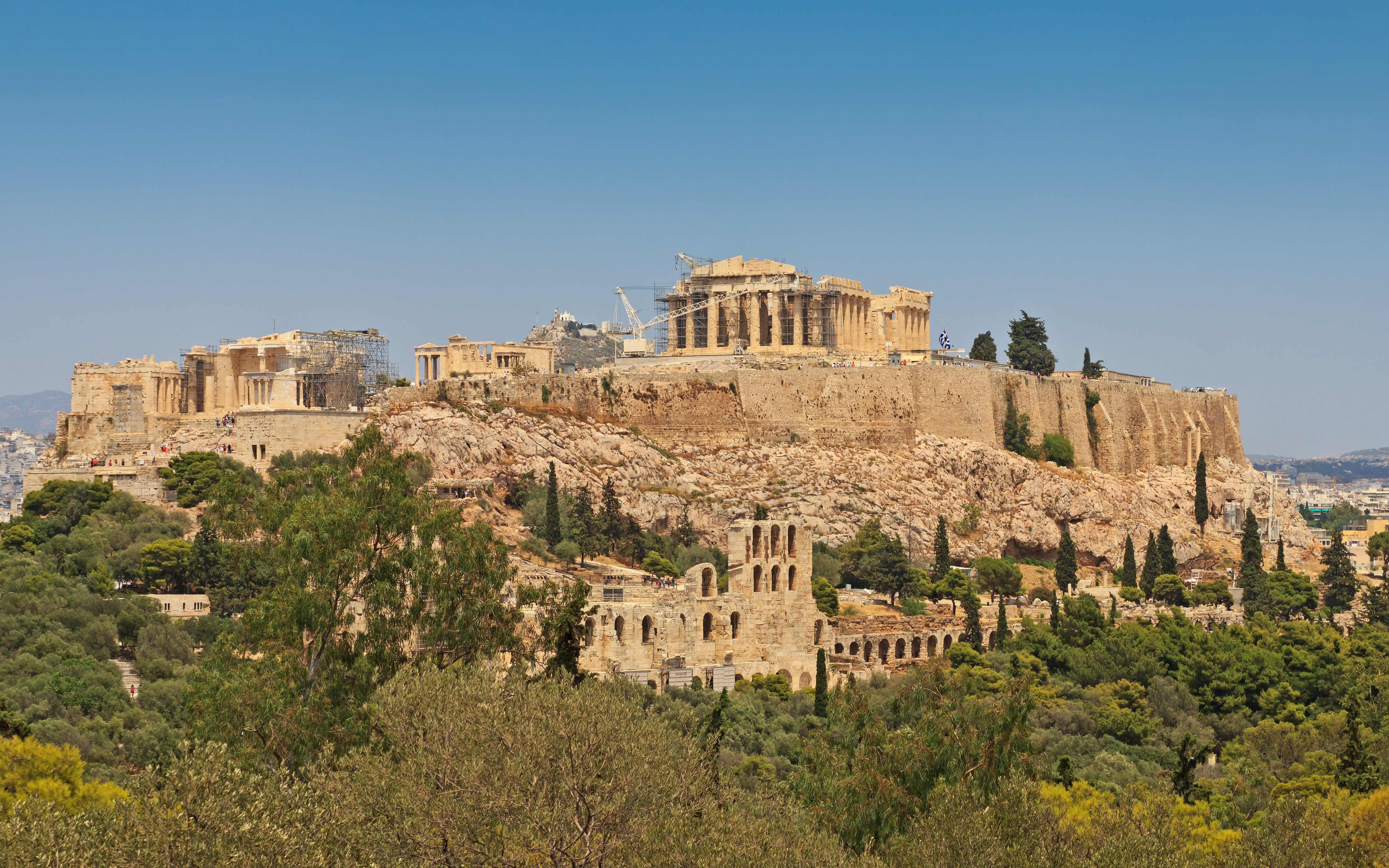
Overzichtsfoto toont uitgebreide restauratiewerken
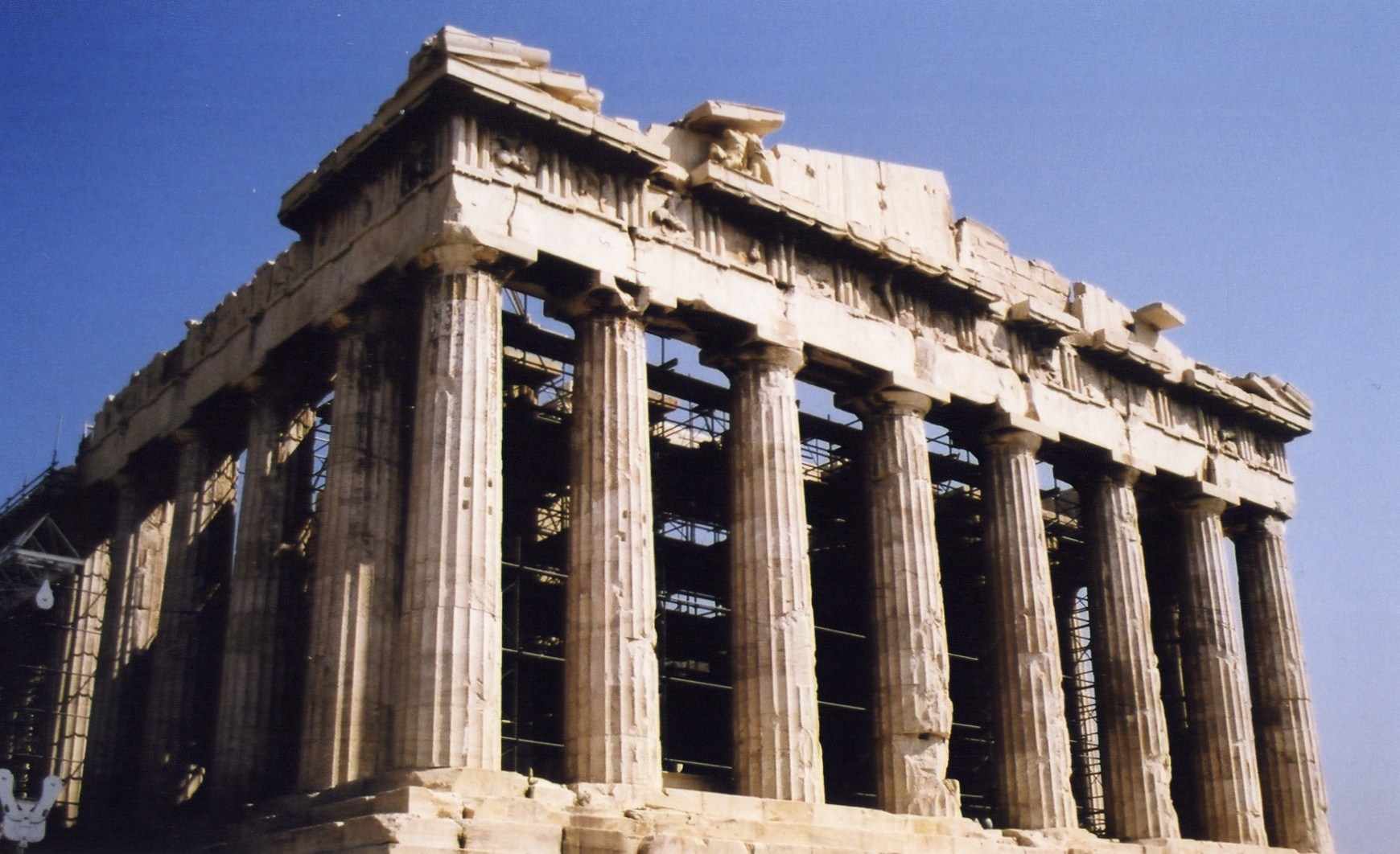
Het Parthenon op de Akropolis
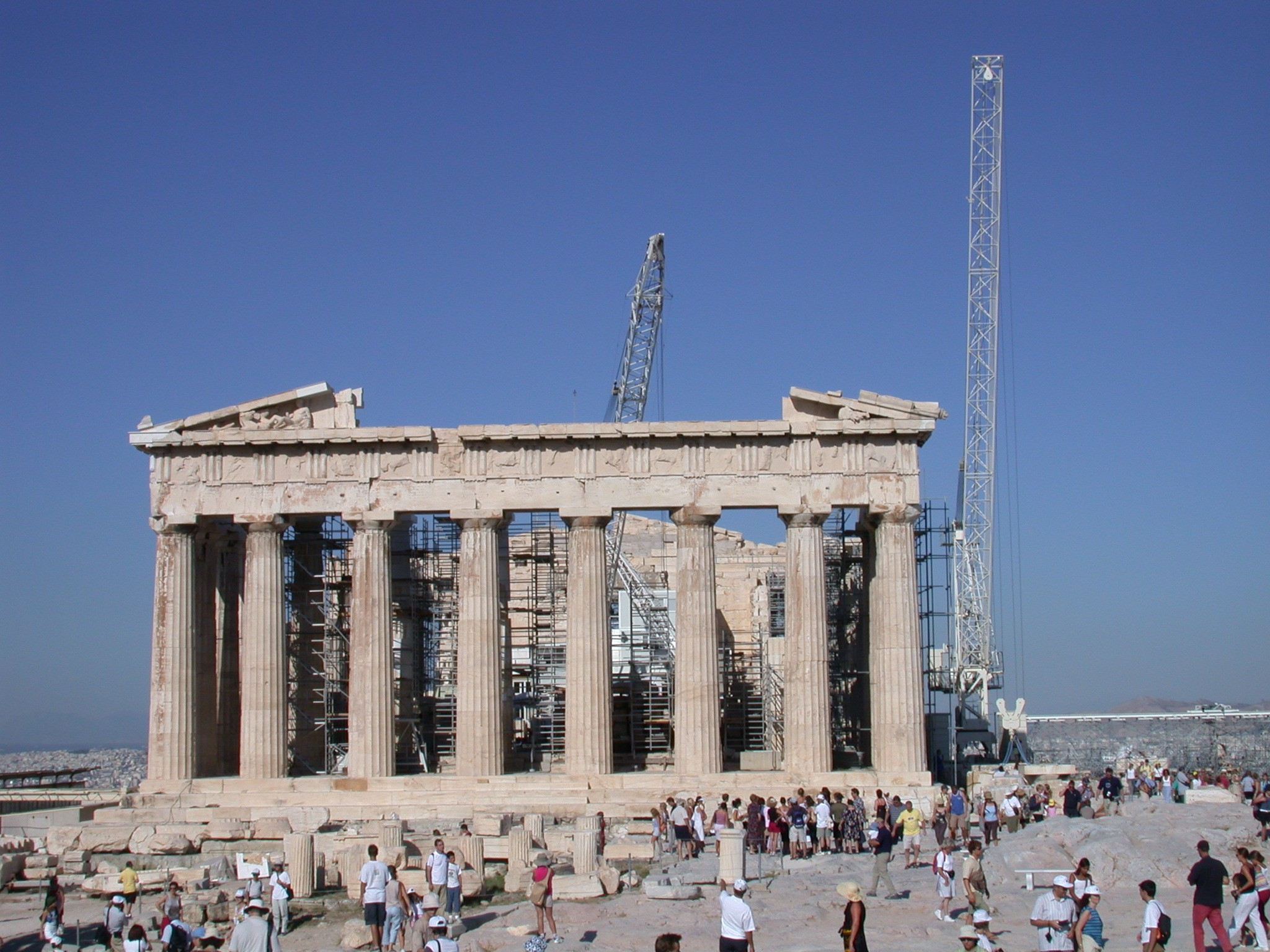
Tijdens de restauratie
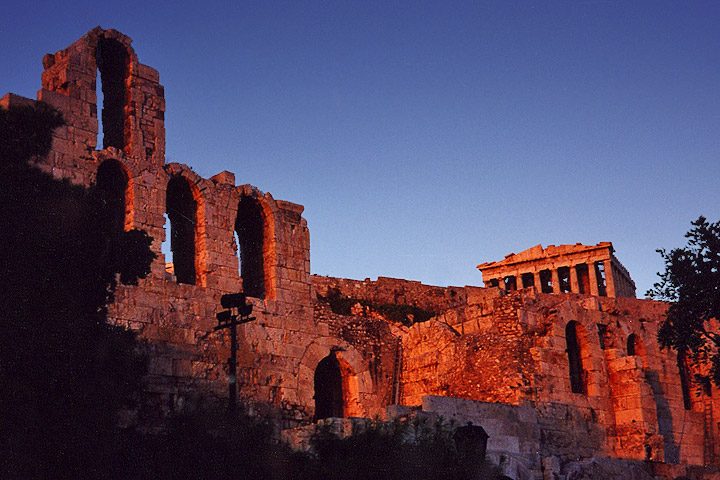
De Akropolis 's avonds
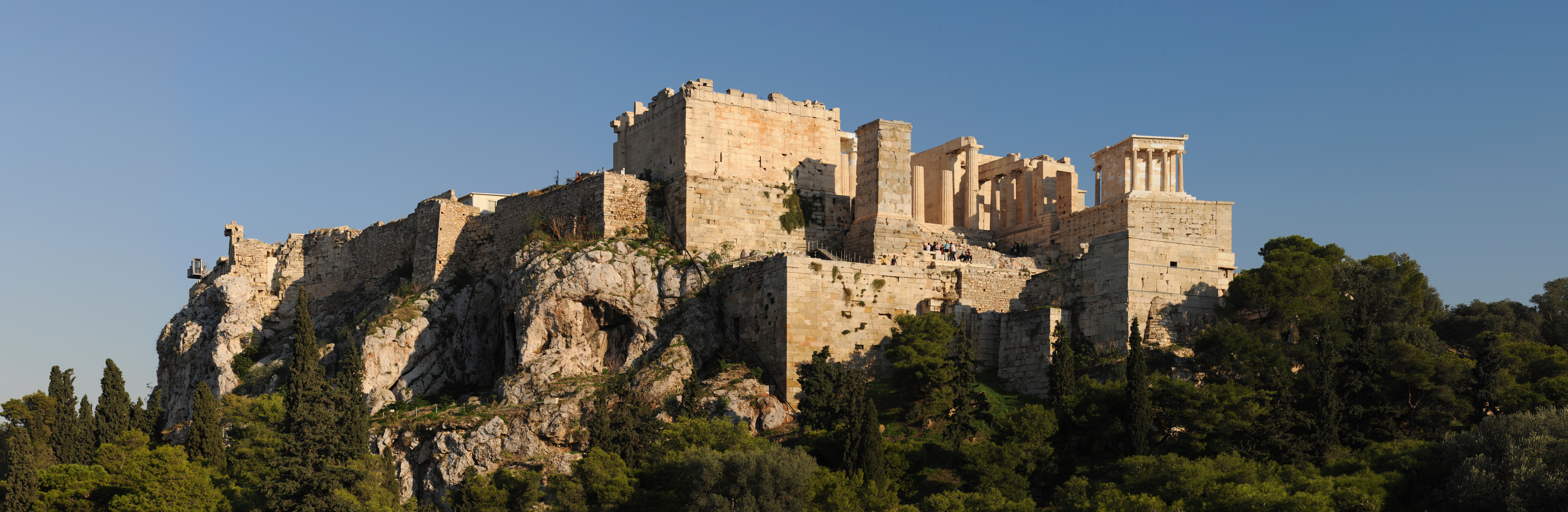
De Akropolis van Athene gezien vanaf de Areopaag.
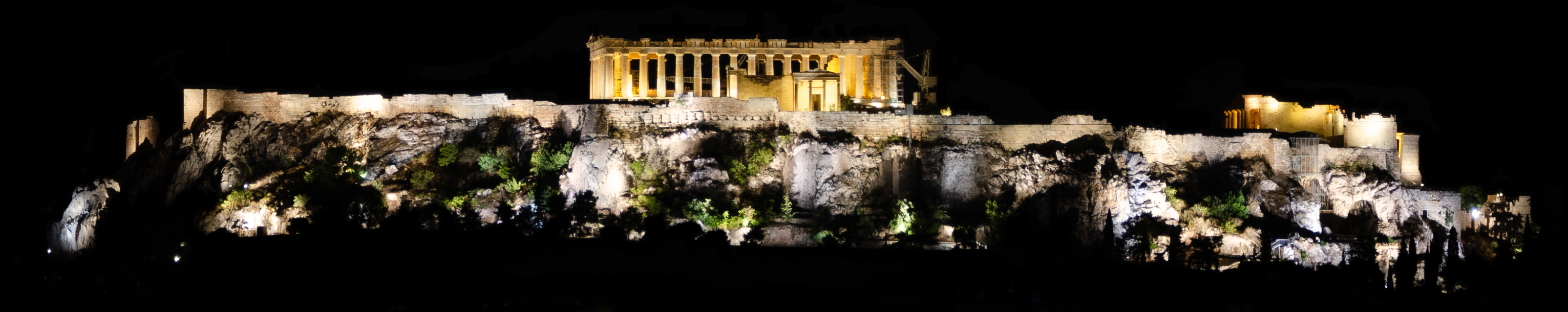